# گمینا دوماشوویتسه
گمینا دوماشوویتسه (به لهستانی:  Gmina Domaszowice) یک گمینا در لهستان است که در شهرستان نامسووف واقع شده‌است. گمینا دوماشوویتسه ۱۱۳٫۸۶ کیلومتر مربع مساحت و ۳٬۷۷۲ نفر جمعیت دارد.